# 畠山義慶
畠山 義慶（はたけやま よしのり）は、能登の戦国大名。能登畠山氏の当主。畠山義綱の嫡男である。

## 生涯
天文23年（1554年）、畠山義綱の嫡男として生まれる。
永禄9年（1566年）に永禄九年の政変にて祖父畠山義続と父畠山義綱が重臣たちによって追放されると、遊佐続光、長続連、八代俊盛らに、元服前の義慶が傀儡君主として擁立された。元亀2年（1571年）に修理大夫に任じられたり、天正元年（1573年）には能登の一宮気多大社造営の棟札に義慶の名が見えるなど（現在でも石川県羽咋市に現存）、その行動が残る。
天正2年（1574年）に急死した。この死因は病死説もあるが、暗殺されたとも言われる。暗殺説の実行犯については遊佐続光と温井景隆が有力とされている。跡を弟の畠山義隆が継いだ。
以上が定説となっているが、十分な資料が残されていないため、これも仮説の域を出ていない。弟の畠山義隆との同一人物説があり、これもまだ完全に否定されていない。

## 偏諱を与えた家臣
- 国分慶胤（こくぶ のりたね）- 氏族は千葉氏。
- 三宅慶甫（みやけ のりすけ）- 能登三宅氏一族。